# Вольфзегг (Верхний Пфальц)
Вольфзегг (нем. Wolfsegg) — община в Германии, в земле Бавария.
Подчиняется административному округу Верхний Пфальц. Входит в состав района Регенсбург. Подчиняется управлению Пиленхофен-Вольфзегг. Население составляет 1486 человек (на 31 декабря 2010 года). Занимает площадь 7,46 км².
Община подразделяется на 5 сельских округов.

## Население
По оценке на 31 декабря 2015 года население общины Вольфзегг составляет 1516 чел. 

| Дата      | 1840 | 1871 | 1900 | 1925 | 1939 | 1950 | 1961 | 1970 | 1987 | 2011 |
| --------- | ---- | ---- | ---- | ---- | ---- | ---- | ---- | ---- | ---- | ---- |
| Население | 528  | 579  | 625  | 691  | 780  | 865  | 893  | 1027 | 1084 | 1467 |

| Год       | 1960 | 1970 | 1980 | 1990 | 2000 | 2009 | 2010 | 2011 | 2012 | 2013 | 2014 | 2015 |
| --------- | ---- | ---- | ---- | ---- | ---- | ---- | ---- | ---- | ---- | ---- | ---- | ---- |
| Население | 899  | 1070 | 1015 | 1158 | 1405 | 1493 | 1486 | 1458 | 1472 | 1474 | 1518 | 1516 |